# ستيلا بروكس
ستيلا بروكس (بالإنجليزية: Stella Brooks)‏ هي عازفة الجاز ومغنية أمريكية، ولدت في 24 نوفمبر 1915 في سياتل في الولايات المتحدة، وتوفيت في 13 ديسمبر 2002 في سان فرانسيسكو في الولايات المتحدة.

## وصلات خارجية
- ستيلا بروكس على موقع ميوزك برينز (الإنجليزية)